# アジアハイウェイ61号線
アジアハイウェイ61号線（アジアハイウェイ61ごうせん）は、アジアハイウェイ網の路線の一つ。アジアハイウェイ北アジア・中央アジア・南西アジア小地域（サブリージョン）の路線の一つ。総延長は4,158kmである。

## 概要
アジアハイウェイ4号線通過点の中華人民共和国の新疆ウイグル自治区カシュガルを起点として北方に伸び、天山山脈の南麓のウルグチャト県托帕インターチェンジ付近に設けられたトルガルト国境検問所（吐爾尕特国境検問所）で出入国管理・通関が行われる。中国・キルギス国境のトルガルト峠へは更に省道を使い険しい天山山脈を登らなければならない。
標高3800m弱の峠を越えキルギスに入って道を進むと、谷底にできたチャティル湖が右手にある。天山山脈を北へ縫うように建設された道路を進み山脈を越えると、天山山脈北側の縁の扇状地の上に築かれたキルギスの首都ビシュケクに到達する。ビシュケクではアジアハイウェイ5号線と合流・分岐する。次にキルギス・カザフスタン国境となっているビシュケク北郊のチュイ川を跨いでカザフスタンに入る。
カザフスタンに入るとコーデイでアジアハイウェイ5号線と合流・分岐し西に延びる。メルキでアジアハイウェイ7号線と交差するとともに再びアジアハイウェイ5号線と合流・分岐し、天山山脈北側の縁に帯状に連なる扇状地帯を西へ横断する。次にシムケントでアジアハイウェイ5号線と合流・分岐するとともにアジアハイウェイ62号線と合流・分岐し、シルダリア川に沿って北西方向に延びる。クズロルダ付近でアジアハイウェイ62号線と合流・分岐し、更に北西方向に延びる。アラル海湖畔のアラルを通過しカラブタクに達するとカザフスタン西部北辺を西に延びる。オラルではアジアハイウェイ63号線と交差し、更にタスカラとオジンキの間のカザフスタン・ロシア国境を跨ぐとロシアとなる。
ロシアでは路線は真西に延び、サラトフを通過し、ボリソグレブスクでアジアハイウェイ8号線と交差する。更にヴォロネジ、クルスクを通過し、ロシア・ウクライナ国境に達する。国境を超えるとウクライナのスームィ州の町フルーヒウに繋がる。

## ルート

### 中華人民共和国
区間延長169km
- 喀伊高速公路（中国語版） : カシュガル（アジアハイウェイ4号線と接続） - ウルグチャト県托帕
- S212省道 : ウルグチャト県托帕 - トルガルト国境検問所 - トルガルト峠 - （キルギスへ）

### キルギス
区間延長539km
- A365道路 : トルガルト峠 - ナルン - ビシュケク（アジアハイウェイ5号線と合流・分岐）
- M39道路 : ビシュケク - ルゴヴォエ - （カザフスタンへ）

### カザフスタン
区間延長2,243km
- A2道路 : コーデイ（英語版）（アジアハイウェイ5号線と合流・分岐） - メルキ（英語版）（アジアハイウェイ5号線と合流・分岐、アジアハイウェイ7号線と交差） - シムケント（アジアハイウェイ5号線と合流・分岐、アジアハイウェイ62号線と合流・分岐）
- M32道路と欧州自動車道路38号線の重複区間 : シムケント - テュルキスタン - クズロルダ（アジアハイウェイ62号線と合流・分岐） - アラル - カラブタク（ロシア語版） - アクトベ - オラル（アジアハイウェイ63号線と交差）
- A29道路と欧州自動車道路38号線の重複区間 : オラル - タスカラ（ロシア語版） - （ロシアへ）

### ロシア
区間延長1,173km
- R236道路と欧州自動車道路38号線の重複区間 : オジンキ（ロシア語版） - サラトフ - ボリソグレブスク（英語版）（アジアハイウェイ8号線と交差） - ヴォロネジ - クルスク - クルペツ（ロシア語版） - （ウクライナへ）

## 参考資料
- Asian Highway （英語） - 国際連合アジア太平洋経済社会委員会による解説
- Asian Highway Route Map (PDF)  （英語） - 国際連合アジア太平洋経済社会委員会によるルート図
- Asian Highway Handbook (PDF)  （英語） - 国際連合アジア太平洋経済社会委員会
- アジアハイウェイ・プロジェクトの概要 - 国土交通省総合政策局
- アジアハイウェイとは - 国土交通省総合政策局